# Cantos e Contos, Vol. 1
Cantos e Contos, Vol. 1 é o terceiro álbum de vídeo da cantora brasileira Zizi Possi, lançado em DVD pela Biscoito Fino em abril de 2010. Gravado ao vivo no Tom Jazz, São Paulo, todas as terças-feiras entre 11 de março e 27 de maio de 2008, com participações de Alcione, Alceu Valença, Edu Lobo, Roberto Menescal e João Bosco.

## Lista de faixas
| N.º | Título                                          | Duração |  |
| 1.  | "Vira Moenda"                                   |         |  |
| 2.  | "Sabiá" (Part. Alceu Valença)                   |         |  |
| 3.  | "Na Primeira Manhã" (Part. Alceu Valença)       |         |  |
| 4.  | "Pra Dizer Adeus" (Part. Edu Lobo)              |         |  |
| 5.  | "Lábia"                                         |         |  |
| 6.  | "Upa Neguinho" (Part. Edu Lobo)                 |         |  |
| 7.  | "Retrato em Branco e Preto"                     |         |  |
| 8.  | "Dindi" (Part. Roberto Menescal)                |         |  |
| 9.  | "Barquinho" (Part. Roberto Menescal)            |         |  |
| 10. | "Sei Lá Mangueira"                              |         |  |
| 11. | "Gostoso Veneno" (Part. Alcione)                |         |  |
| 12. | "Grande, Grande, Grande" (Part. Alcione)        |         |  |
| 13. | "Sufoco" (Part. Alcione)                        |         |  |
| 14. | "As Rosas Não Falam"                            |         |  |
| 15. | "Nega do Cabelo Duro"                           |         |  |
| 16. | "Bala com Bala" (Part. João Bosco)              |         |  |
| 17. | "Icompatibilidade de Gênios" (Part. João Bosco) |         |  |
| 18. | "Milagre" (Part. João Bosco)                    |         |  |
| 19. | "Você" (Part. Roberto Menescal)                 |         |  |
| 20. | "Minha Namorada" (Part. Roberto Menescal)       |         |  |